# Fingröppa
Fingröppa (Ceraceomyces sublaevis) är en svampart som först beskrevs av Giacopo Bresàdola, och fick sitt nu gällande namn av Jülich 1972. Fingröppa ingår i släktet Ceraceomyces och familjen Amylocorticiaceae.  Arten är reproducerande i Sverige. Inga underarter finns listade i Catalogue of Life.
I den svenska databasen Dyntaxa används istället namnet Ceraceomyces eludens för samma taxon.  Arten är reproducerande i Sverige.

## Källor

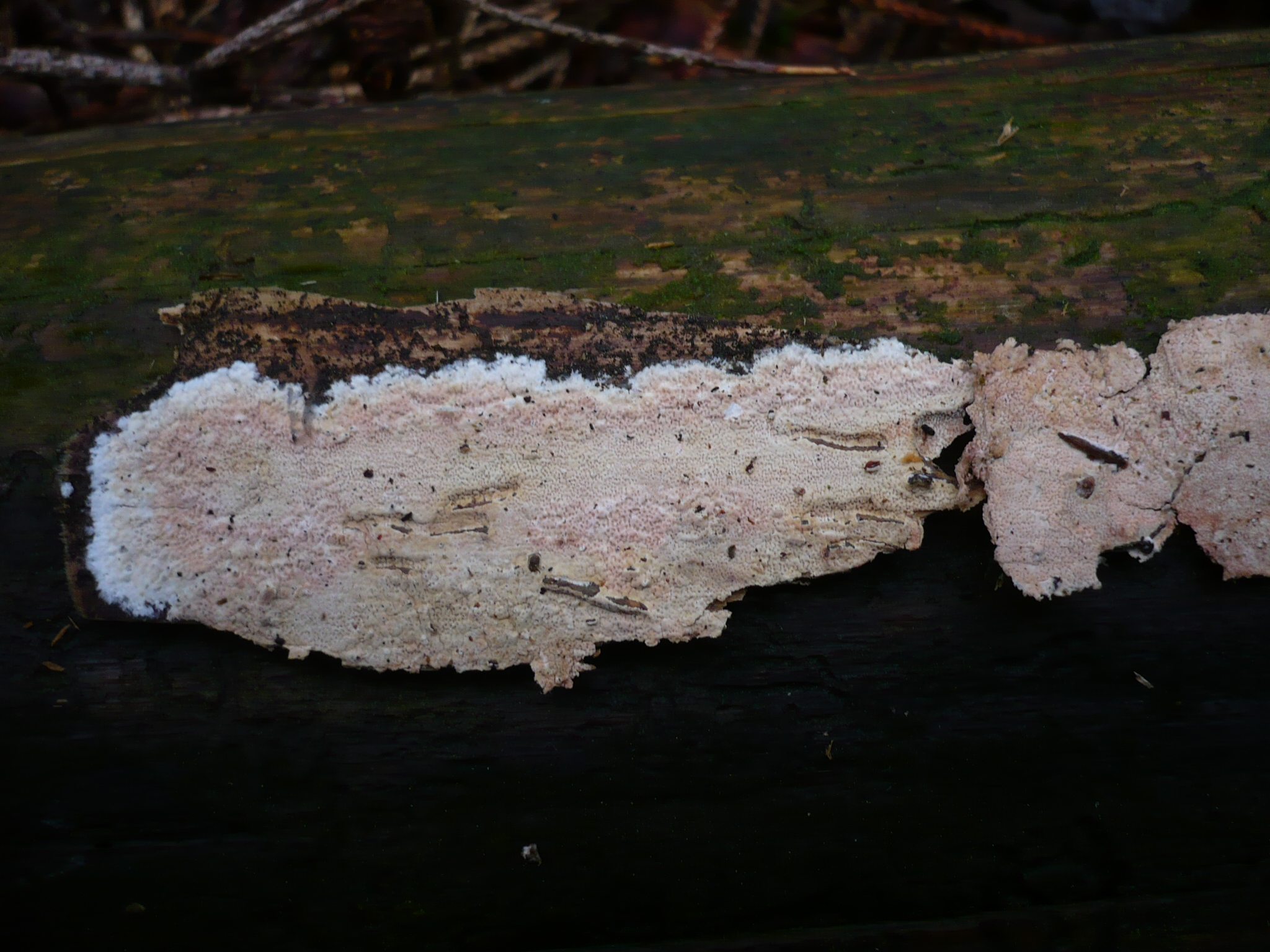